# Microrregión de Arapiraca
La Microrregión de Arapiraca está localizada en la Mesorregión del Agreste Alagoano, ambas en el estado de Alagoas, su economía está basada, principalmente, en la plantación de tabaco. La ciudad-polo es Arapiraca.

## Municipios
- Arapiraca
- Campo Grande
- Coité do Noia
- Craíbas
- Feira Grande
- Girau do Ponciano
- Lagoa da Canoa
- Limoeiro de Anadia
- São Sebastião
- Taquarana

- Datos: Q2104676